# Christian Mueller-Goldingen
Christian Mueller-Goldingen (* 21. Dezember 1954 in Kaiserslautern) ist ein deutscher Altphilologe.
Er studierte Klassische Philologie, Philosophie und Theologie in Saarbrücken und Brüssel und promovierte 1985 in Saarbrücken mit einer Arbeit über Euripides, 1992 folgte seine Habilitation mit einer Untersuchung zu Xenophon. Von 1994 bis 2020 war er Professor für Klassische Philologie/Gräzistik am Institut für Klassische Philologie der Technischen Universität Dresden.
Mueller-Goldingens Forschungsschwerpunkte sind die antike Tragödie, antike Philosophie, darunter speziell Aristoteles, Platon, antike Lyrik, Dichtungstheorien und politische Philosophie der Antike sowie Wissenschaftstheorie unter Einbeziehung der modernen Philosophie. Daneben arbeitet Mueller-Goldingen über den logischen Empirismus (Bertrand Russell), Ludwig Wittgenstein und den Wiener Kreis (Rudolf Carnap).

## Schriften (Auswahl)
Als Autor:
- Untersuchungen zu den Phönissen des Euripides, 1985.
- Untersuchungen zu Xenophons Kyrupädie, 1995.
- Aristoteles, 2003.
- Das Kleine und das Große, 2004.
- Studien zum antiken Drama, 2005.
- Dichter und Gesellschaft, 2006.
- Xenophon, Philosophie und Geschichte, 2007.
- Dichtung und Philosophie bei den Griechen, 2008.
- Griechische Tragödie. Autoren, Themen, Perspektiven, 2010.
- Bertrand Russell, Studien zu seinem philosophischen Werk, Berlin 2013.
- Aristoteles, ‚Politik‘. Einleitung und Kommentar in zwei Bänden, Heidelberg 2016 u. 2019.
- Die Philosophie der Griechen zur Zeit der Klassik. Winter, Heidelberg 2022.

Als Herausgeber:
- seit 2006: Aktuelle Antike. Beiträge zur Literatur der Griechen und Römer, zusammen mit Fritz-Heiner Mutschler und Wolfgang Bernard.
- Lēnaika. Festschrift für Carl Werner Müller zum 65. Geburtstag, Stuttgart 1996.
- Schriften zur Aristotelischen Ethik, Hildesheim u. a. 1988.